# Lothar Wolf (Mediziner)
Lothar Wolf (* 17. Juni 1882 in Wiesbaden; † 4. Oktober 1938 in Butowo) war ein deutscher Arzt und Autor.

## Leben
Lothar Wolf absolvierte ein Medizinstudium und promovierte zum Dr. med. (Dissertation: Zur therapeutischen Wirkung der Hochfrequenzströme, Berlin 1912). Danach praktizierte er als niedergelassener Arzt in Berlin. Zusammen mit seiner Frau Martha Ruben-Wolf war er seit 1920 aktives Mitglied der KPD. Er engagierte sich in der Arbeitsgemeinschaft sozialpolitischer Organisationen (ARSO), der kommunistischen Ärztegruppe und im Klub der Geistesarbeiter der KPD. In den 1920er und frühen 1930er Jahren veröffentlichte er gemeinsam mit seiner Frau eine Reihe von Reiseberichten unter anderem über die Sowjetunion und Italien.
Im Februar 1933 floh Wolf mit seiner Familie über Lugano und Paris nach Moskau. Dort war er in erster Linie als Lektor tätig.
Nachdem er 1937 oder 1938 als „Gestapospion“ vom NKWD verhaftet worden war, wandte sich seine Familie – mit Unterstützung durch Lion Feuchtwanger – an Staatsanwalt Wyschinki und Dimitrow. Wolf wurde am 4. Oktober 1938 verurteilt und umgehend hingerichtet.
Seine Frau Martha Ruben-Wolf beging 1939 Selbstmord. Sein Sohn Walter wurde im Zweiten Weltkrieg zur Arbeitsarmee und in die Rote Armee eingezogen; er fiel 1943 an der Front. Seine Tochter Sonja Friedmann-Wolf, die 1956 die postume Rehabilitation ihres Vaters erreichte, kehrte 1958 nach Ost-Berlin zurück und migrierte im selben Jahr über West-Berlin nach Israel.

## Werke
- Lothar Wolf: Zur therapeutischen Wirkung der Hochfrequenzströme. Schade, Berlin 1912. (Berlin, Univ., Diss., 1912)
- mit Martha Ruben-Wolf: Moskauer Skizzen zweier Ärzte. Vereinigung internationaler Verlagsanstalten, Berlin 1926.
- mit Martha Ruben-Wolf: Russische Skizzen zweier Ärzte. Zweite Rußlandreise Frühjahr 1926. Vereinigung internationaler Verlagsanstalten, Berlin 1927.
- mit Martha Ruben-Wolf: Deutsche Ärzte im Kaukasus. Dritte Rußlandreise 1927. Internationaler Arbeiter-Verlag (Otto Klemm), Leipzig 1928.
- mit Martha Ruben-Wolf: Im freien Asien. Reiseskizzen zweier Ärzte. Internationaler Arbeiter-Verlag, Berlin 1931.
- Lothar Wolf: Faschistenland. Italienische Reiseskizzen. Frühjahr 1931. Internationaler Arbeiter-Verlag, Berlin 1932.

## Zeitschriftenbeiträge (Auswahl)
In: Der sozialistische Arzt
- Der 45. Deutsche Ärztetag in Eisenach. Band II (1926), Heft 2–3 (November), S. 35–38 Digitalisat
- Ein deutscher Arzt in Räterussland. In: Die Links-Kurve. Internationaler Arbeiterverlag, Berlin 2. Jg. Nr. 1, Januar 1930, S. 22–25.[2]